# Pruszcz Gdański
Pruszcz Gdański là một thị trấn thuộc hạt Gdańsk, tỉnh Pomeranian, phía tây bắc Ba Lan. Từ năm 1975 - 1998, thị trấn nằm trong tỉnh Gdańsk, kể từ năm 1999 đến nay, nó thuộc quyền quản lý của tỉnh Pomeranian. Đây là một thị trấn công nghiệp gần Gdańsk và là một phần của khu đô thị Tromatic (một khu đô thị với hơn 1 triệu dân trên bờ biển vịnh Gdańsk). Tổng diện tích của thị trấn là 16,47 km². Tính đến năm 2010, dân số của thị trấn là 26.834 người với mật độ 1.600 người/km².

## Lịch sử

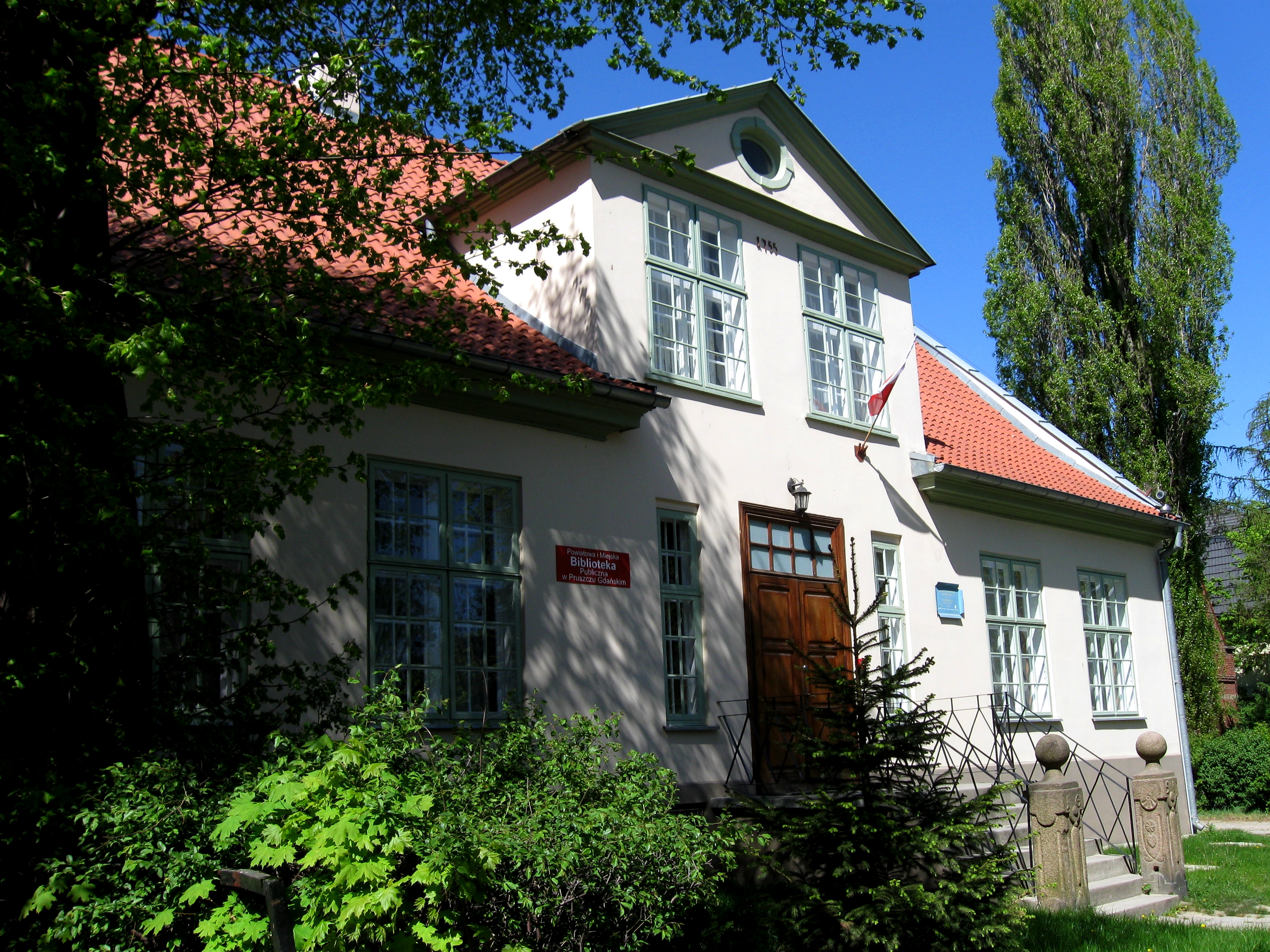
Nhà được xây theo kiến trúc Baroque, bây giờ là một thư viện công cộng

Thị trấn Pruszcz Gdański được biết đến lần đầu tiên với tên gọi "Prust". Tuy nhiên, thị trấn được đổi tên thành Pruszcz sau khi trở thành một phần của Vương quốc Phổ. Từ năm 1871 - 1920, Pruszcz trở thành một phần của Đức. Không giống như hầu hết các khu vực nằm ở phía Đông Pomeranian, thị trấn không quay trở lại Ba Lan sau khi giành lại độc lập, mà được đưa vào Thành phố Tự do Danzig trong một thời gian ngắn bởi Hiệp ước Versailles. Trong Thế chiến II, Pruszcz là nơi tập trung trại Praust của Đức Quốc xã, một đơn vị của trại tập trung Stutthof. Vào năm 1945, sau khi Ba Lan giành lại được khu vực cuối cùng bị Đức chiếm đóng, toàn bộ người dân Đức đã bị trục xuất. Sau chiến tranh, tính từ Gdański đã được thêm vào tên của thị trấn để phân biệt thị trấn Pruszcz Gdański với các khu định cư cùng tên khác của Ba Lan. 

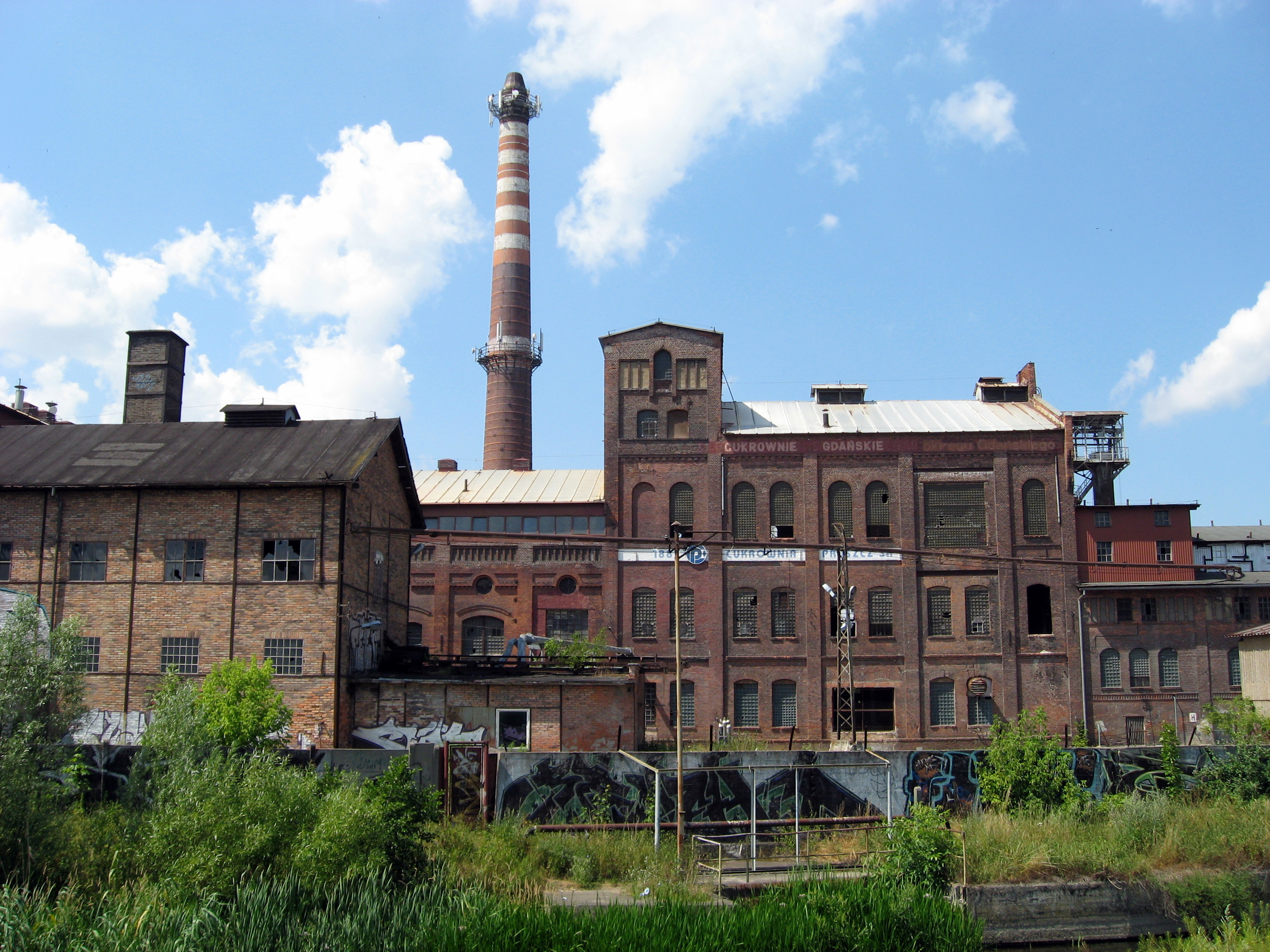
Nhà máy đường ở Pruszcz Gdański

## Giáo dục
Các trường học:
- Trường trung học cơ sở số 1
- Trường trung học phổ thông số 1
- Trường trung học cơ sở số 2
- Trường tiểu học số 3
- Trường trung học cơ sở số 4
- Các trường ngoài công giáo Jana Pawła II
- Trường âm nhạc tư nhân cấp 1

Trường mầm non:
- Trường mẫu giáo số 3
- Trường mẫu giáo ngoài công lập Janusz Korczak
- Trường mẫu giáo ngoài công lập Promyczek
- Trường mẫu giáo ngoài công lập Bajeczka
- Trường mẫu giáo ngoài công lập Jedynka
- Trường mẫu giáo ngoài công lập Czwóreczka

## Những nhân vật nổi tiếng xuất thân từ thị trấn
- Edward Jurkiewicz (sinh năm 1948) - cầu thủ bóng rổ chuyên nghiệp người Ba Lan, tham dự Thế vận hội Mùa hè năm 1968
- Mateusz Bąk (sinh năm 1983) - cầu thủ bóng đá người Ba Lan hiện đang chơi cho Lechia Gdańsk